# Ernst Henrik Ellberg

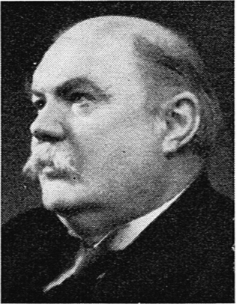
Ernst Henrik Ellberg

Ernst Henrik Ellberg (* 11. Dezember 1868 in Söderhamn; † 14. Juni 1948 in Stockholm) war ein schwedischer Komponist.
Ellberg studierte am Stockholmer Konservatorium Komposition bei Joseph Dente und Violine bei J. Lindberg. Von 1887 bis 1905 war er Bratscher des Königlichen Orchesters und Korrepetitor beim Ballett der Stockholmer Oper. Ab 1912 war Ellberg Mitglied der Königlichen Musikakademie. Von 1921 bis 1938 gehörte er deren Hochschulkomitee an.
Von 1904 bis 1933 unterrichtete er am Stockholmer Konservatorium als Nachfolger von Dente Komposition, Kontrapunkt und Orchestration. Zu seinen Schülern zählten Lars-Erik Larsson, Dag Wirén, Oskar Lindberg, Hilding Rosenberg, Gunnar de Frumerie, David Åhlén, Algot Haquinius (1886–1966) und andere.
Als Komponist debütierte Ellberg 1890 mit einem Streichquartett. Neben weiteren kammermusikalischen Werken komponierte er eine Sinfonie, zwei Ballette und eine Oper sowie Lieder für Männerchor.

## Werke
- Streichquartett Es-Dur, 1890
- Introduction und Fuge für Streichorchester, 1891
- Ouvertüre in f-Moll, 1892
- Streichquintett, 1895
- Sinfonie in D-Dur, 1896
- En sommaridyll, Ballett, 1899
- Askungen, Ballett, 1907
- Rassa, Oper

| Personendaten    | Personendaten          |
| ---------------- | ---------------------- |
| NAME             | Ellberg, Ernst Henrik  |
| KURZBESCHREIBUNG | schwedischer Komponist |
| GEBURTSDATUM     | 11. Dezember 1868      |
| GEBURTSORT       | Söderhamn              |
| STERBEDATUM      | 14. Juni 1948          |
| STERBEORT        | Stockholm              |